# Bulbine pendens
Bulbine pendens là một loài thực vật có hoa trong họ Thích diệp thụ. Loài này được G.Will. & Baijnath miêu tả khoa học đầu tiên năm 1995.